# 谢苗·巴巴耶夫斯基
谢苗·彼德罗维奇·巴巴耶夫斯基（俄语：Семён Петро́вич Бабае́вский，1909年6月6日—2000年3月28日），蘇聯俄罗斯族作家。

## 生平
出生於乌克兰哈尔科夫州库尼耶乡一个非常贫困的农民家庭。1910年全家迁往库班。在库班渡过了童年与青少年时代。1925年参与组织了Маковского共青团农场的组建。苏联农业集体化时负责在农村建设读书室。只受到小学教育。通过自学而通过了中学学历的校外考试。16岁时开始写小说。受到高尔基的作品与生涯的强烈影响而立志成为作家。1929年在”罗斯托夫农民报“（当时整个北高加索与罗斯托夫州都属于北高加索边疆区）上首次发表作品——小说《购买伏特加》（Водка довела）。1930年从阿尔马维尔的速成班毕业后，进入本地新闻报纸“阿尔马维尔公社报”工作。从1931年到1940年，任“克拉斯纳娅-切尔克斯克报”常任秘书，并为“阿尔马维尔公社报”、”青年列宁主义者“、“斯塔夫罗波尔真理报”写通讯，后成为“皮亚季格尔斯克执委会报”编辑部主任。1939年加入苏联共产党（布尔什维克），同年在高尔基文学院毕业。1941年-1946年在苏联红军中服役，先是在保卫北高加索的部队中，后任前线报纸“红军战士报”战地记者。是苏联第四届最高苏维埃代表（1950-1958）。
三十年代早期的作品在1936年出版了合集《自豪》(Гордость)。随后创作的作品有《库班故事》(Кубанские рассказы,1937 ). 《在哥萨克镇》(По станицам, 1940), 《白色清真寺》(Белая Мечеть, 1943), 《雁岛》(Гусиный остров, 1944 ), 《姐妹们》(Сестры» , 1945 )描写了库班地区集体农庄的生活. 
1947年-1948年创作的长篇小说《金星英雄》(Кавалер Золотой Звезды)，2部，获得1949年斯大林文学奖一等奖。续篇《阳光普照大地》(Свет над землёй)第一部创作于1949年，或1950年斯大林文学奖一等奖。《阳光普照大地》(Свет над землёй)第二部创作于1950年，或1951年斯大林文学奖二等奖。《金星英雄》与《阳光普照大地》都是描写苏联人民战后重建集体农庄的故事，后来被认为是“无冲突论”的代表作。《金星英雄》的主人公是从战场上复员回库班农村家乡的老兵谢尔格伊·杜达林诺夫，在当地党组织帮助下，发动群众，以惊人的速度建立起当地农村经济恢复基础的水电站。1951年该书被改编拍摄为电影。
此后，写有短篇小说集《旱地的水牛》(Сухая буйвола, 1958)、《一路平安》(По путям-дорогам, 1958)、《姐妹们》(Сестры, 1958)、《四个瑞萨》(Четыре Раисы,  1959 ), 《仁慈》(Доброта, 1989)；散文集《老榆树的分枝：在中国的旅行》(Ветви Старого Вяза: Из китайских дневников» , 1957 )，1950年代作者及其作品在中国有巨大影响力，这是其中国参访的见闻随笔集; 长篇小说《儿子的反抗》(Сыновний бунт, 1961)、《故乡》(Родимый край, 1964)、《人世间》（Белый свет, 2部, 1967～1968）、《现代人》(Современники, 2 部, 1973)、《哥萨克镇》（Станица, 第一部1975，第二部1976）、《野茫茫》或译作《莽原》(Приволье, 1980)、《怎么活?》(Как жить?  1983)。他的作品多以农村生活为题材，反映苏联农村的矛盾和斗争。1980年代是苏联作家协会理事、《十月》杂志编委。 
巴巴耶夫斯基的作品基本上都有中译本出版。
除三次获得斯大林文学奖，还获得过劳动红旗勋章、保卫高加索奖章。